# Shilpa Shetty
Shilpa Shetty, född 8 juni 1975 i Tamil Nadu, är en indisk skådespelerska och fotomodell som har varit med i drygt 50 Bollywood-produktioner.

## Bakgrund
Shettys mamma är tamil från Tamil Nadu och hennes pappa är en tulu-kannada-indier från Karnataka. Shilpas syster, Shamita Shetty är också skådespelerska. Familjen Shetty tillhör Brahmin-kasten. Shetty föddes i en väldigt strikt och traditionell sydindisk familj.

## Big Brother
Under senare delen av 2006 och början av 2007 hamnade hon i strålkastarljuset för mobbningen hon fick utstå av sina medtävlanden i den brittiska dokusåpan Big Brother. Nyheten om att Jade Goody hade mobbat Shetty för hennes hudfärg och religion blev förstasidesnyheter över hela världen. Shetty vann 28 januari 2007 Celebrity Big Brother med 63 procent av rösterna.
Shetty blev erbjuden många intervjuer med stora TV-bolag och nya filmkontrakt efter hemkomsten från Big Brother. [källa behövs]

### Efterspel
Den 24 maj 2007 har den brittiska motsvarigheten till granskningsnämnden, Ofcom, beslutat att Channel 4 brustit i sitt ansvar för att de visat mobbningen mot Shilpa Shetty i TV utan att visa hela sammanhanget. Kanalen måste därför, i samband med kommande säsong av Big Brother i Storbritannien, vid tre tillfällen sända förtydliganden som tar upp de brister Ofcom anmärkt på.